# Conky (programari)
Conky és un monitor de sistema d'escriptori de programari lliure per al sistema X Window. Està disponible per a Linux, FreeBSD i OpenBSD. Conky és altament configurable i és capaç de supervisar moltes variables del sistema, inclòs l'estat de la CPU, la memòria, l'espai d'intercanvi, l'emmagatzematge en disc, les temperatures, els processos, les interfícies de xarxa, la bateria, els missatges del sistema, etc. -bústies d'entrada de correu, actualitzacions d'⁣Arch Linux, molts reproductors de música populars (MPD, XMMS2, BMPx, Audacious, etc.), actualitzacions meteorològiques, notícies d'última hora i molt més. A diferència dels monitors del sistema que utilitzen conjunts d'⁣eines d'estris d'alt nivell per representar la seva informació, Conky es dibuixa directament en una finestra X. Això permet configurar-lo de manera que consumeixi relativament pocs recursos del sistema.
Conky va ser aclamat com "un dels programes més ben cuidats i, sens dubte, un dels més útils del món del codi obert" a la revista Linux.
Ve preconfigurat a la instal·lació predeterminada de Pinguy OS i CrunchBang Linux.

## Història
Conky és una bifurcació de torsmo, un monitor del sistema que ja no es manté des de l'any 2004. Torsmo, però, es continua usant en sistemes on es prefereixen aplicacions que utilitzen recursos mínims. Damn Small Linux, per exemple, executa Torsmo a la finestra arrel de l'escriptori a la instal·lació predeterminada del seu Live CD.
Conky deriva el seu nom d'un personatge del programa de televisió canadenc Trailer Park Boys.

## Usos comuns
Tot i que Conky és adequat per emprar-lo com a monitor del sistema, també es pot fer servir per recopilar i mostrar moltes altres fonts d'informació i es pot ampliar amb el llenguatge de programació Lua.
Conky també s'ha portat a dispositius com el Nokia N900 i es pot portar a pràcticament qualsevol sistema amb GCC i una implementació X11.
Els usuaris han creat i distribuït molts scripts personalitzats, demostrant la modularitat i versatilitat de Conky en funció i aparença. Un fil dels fòrums d'Ubuntu ha crescut fins a més de 2.000 pàgines d'usuaris que comparteixen les seves configuracions.

## Exemple d'ús
Una configuració senzilla per a Conky que mostra l'hora a l'escriptori d'un usuari és la següent:

Nota: A partir de la versió 1.10, Conky ha canviat la sintaxi utilitzada.
```
conky
.
config
 
=
 
{

 
alignment
 
=
 
'middle_middle'
,

 
background
 
=
 
false
,

 
border_width
 
=
 
1
,

 
cpu_avg_samples
 
=
 
2
,

	
default_color
 
=
 
'white'
,

 
default_outline_color
 
=
 
'white'
,

 
default_shade_color
 
=
 
'white'
,

 
draw_borders
 
=
 
false
,

 
draw_graph_borders
 
=
 
true
,

 
draw_outline
 
=
 
false
,

 
draw_shades
 
=
 
false
,

 
use_xft
 
=
 
true
,

 
font
 
=
 
'Free Mono:size=30'
,

 
gap_x
 
=
 
5
,

 
gap_y
 
=
 
60
,

 
minimum_height
 
=
 
5
,

	
minimum_width
 
=
 
400
,

 
net_avg_samples
 
=
 
2
,

 
no_buffers
 
=
 
true
,

 
out_to_console
 
=
 
false
,

 
out_to_stderr
 
=
 
false
,

 
extra_newline
 
=
 
false
,

 
own_window
 
=
 
true
,

 
own_window_class
 
=
 
'Conky'
,

 
own_window_type
 
=
 
'desktop'
,

 
stippled_borders
 
=
 
0
,

 
update_interval
 
=
 
1.0
,

 
uppercase
 
=
 
false
,

 
use_spacer
 
=
 
'none'
,

 
show_graph_scale
 
=
 
false
,

 
show_graph_range
 
=
 
false

}

conky
.
text
 
=
 
[[

${time %H:%M}

]]

```

Un exemple més senzill de la sintaxi antiga:
```
update_interval 30

own_window yes
own_window_type desktop

use_xft yes
xftfont DejaVu Sans:size=14

alignment bottom_right

TEXT
${time %H:%M}

```

La ubicació del fitxer de configuració per defecte és $HOME/.conkyrc o${sysconfdir}/conky/conky.conf. A la majoria de sistemes, "sysconfdir " és/etc, i hi podeu trobar el fitxer de configuració de mostra (/etc/conky/conky.conf).

## Captures de pantalla

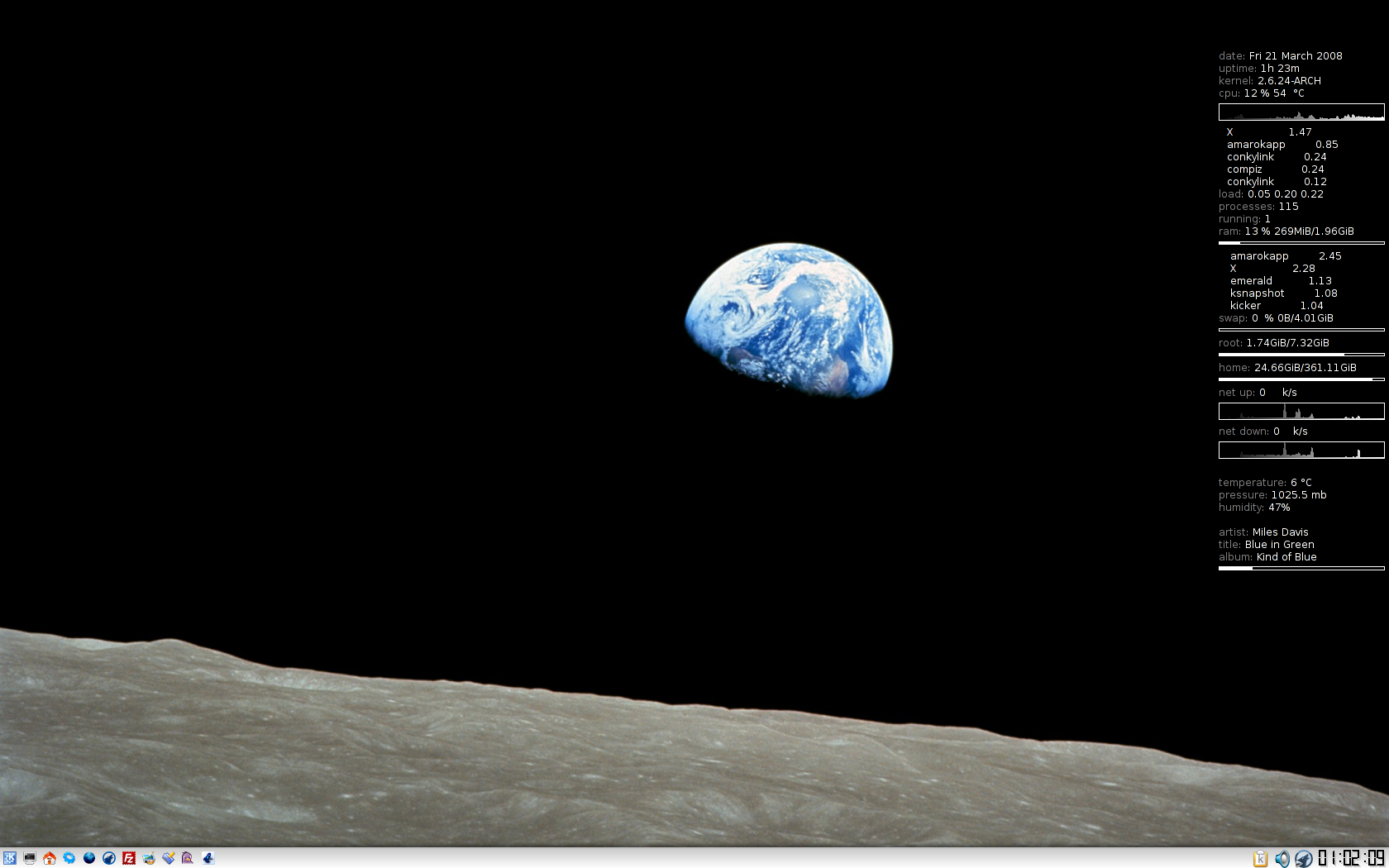
Conky a Arch Linux
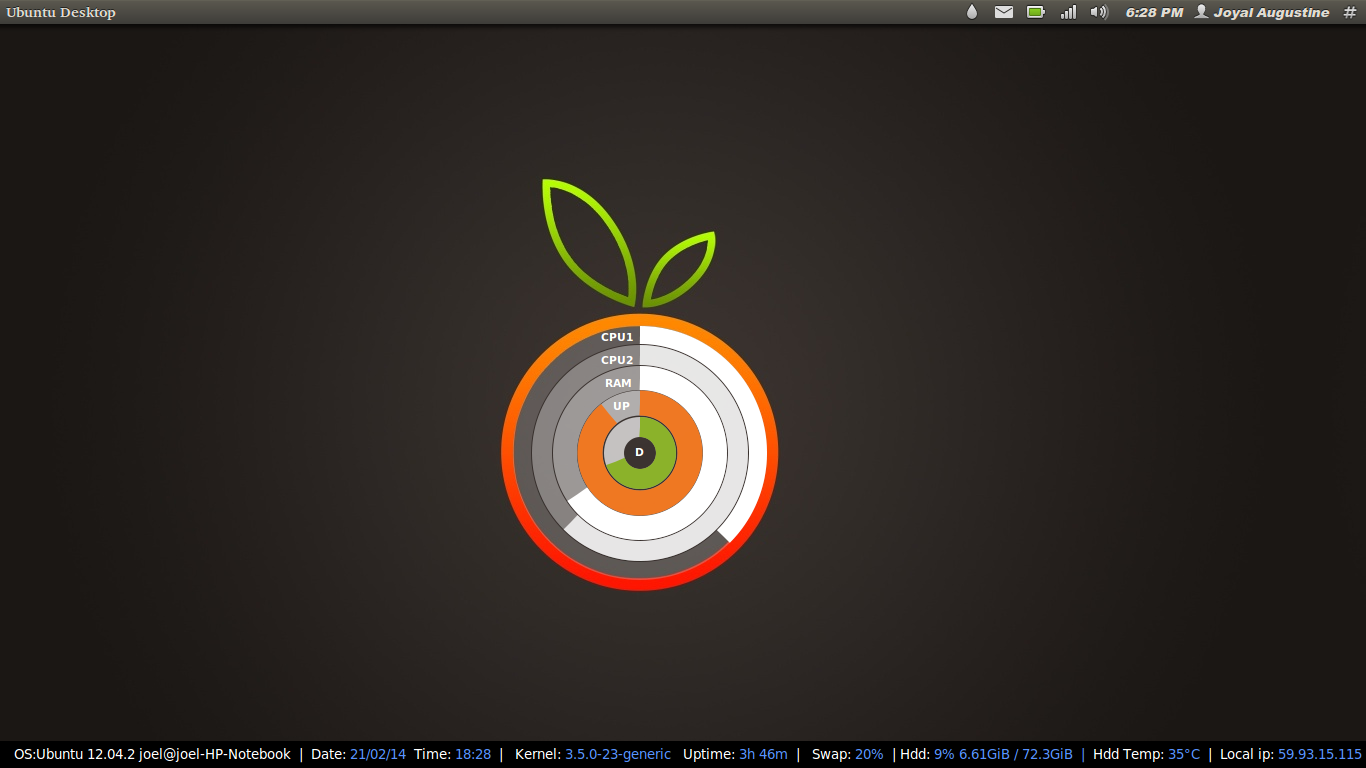
Conky a Ubuntu
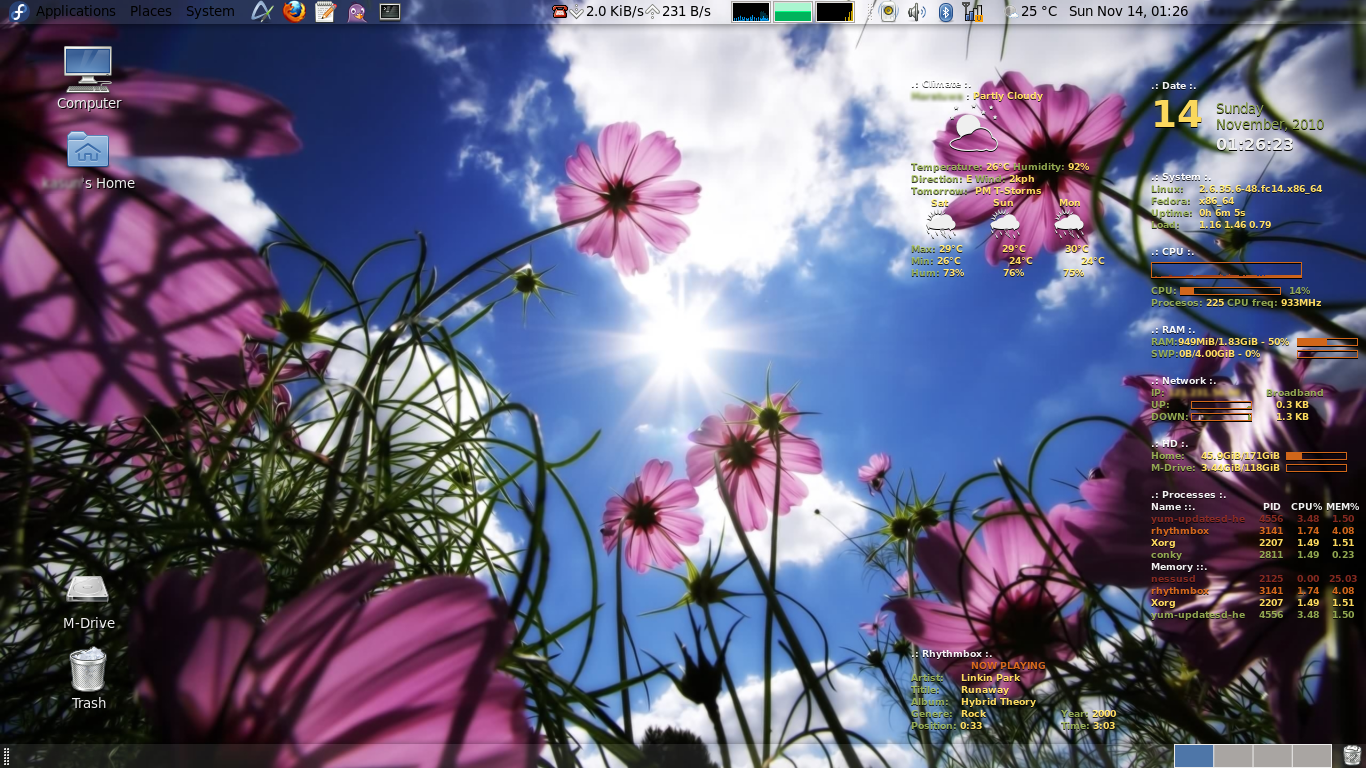
Conky a Fedora 14 (Laughlin)
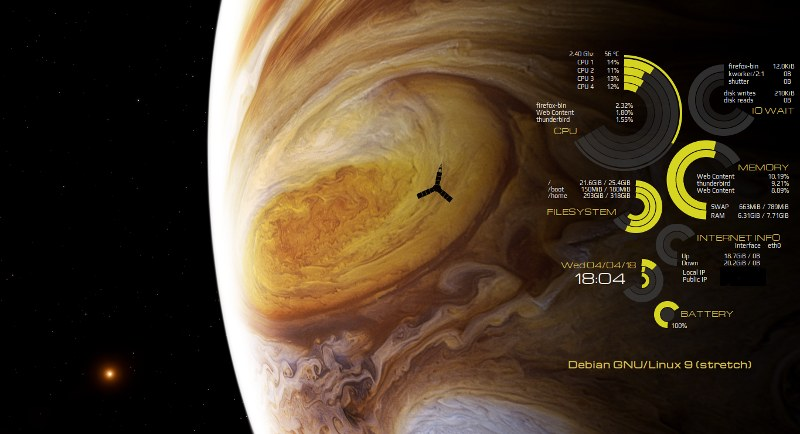
Conky amb lua a Debian